# Artur Ringart
Artur Henrik Ringart, född 15 juni 1952 i Spånga, Stockholm, är en svensk sportjournalist och programledare i TV. 
Ringart har en lång journalistkarriär bakom sig, främst inom TV-mediet.

## Biografi
Ringart utbildade sig vid Dramatiska institutet i Stockholm.
Han kom till radion på mitten av 1970-talet där han ledde musikprogrammet Skivspegeln. Han gick sedan vidare till Radio Stockholm.
År 1983 gick Ringart över till TV-sporten där han var med och startade Lilla Sportspegeln. Han agerade också presentatör för Sportnytt och kommenterade bland annat cykling från OS. Utöver programledarskap och reportage i Lilla Sportspegeln lånade Ringart ut sin röst till tecknade serier som ingick i programmet, vid något enstaka tillfälle även till Tom och Jerry. 
I januari 1994 gick Ringart över från SVT till TV4 för bli redaktör för kanalens nya sportredaktion. Han kommenterar bland annat motorsport för kanalens räkning. Som Formel 1-kommentator gjorde han tillsammans med Eje Elgh insatser för sportens popularitet under 90-talet. Ringart fick dock utstå kritik av tittare för sin begränsade motorkunskap.
Vid TV4 har han även varit programledare för underhållnings- och utbildningsprogrammet I polisens kamera och medverkat i Sport-Jeopardy. Utöver detta har Ringart även varit verksam vid Radio Stockholm.
Tillsammans med Fredrik Lundberg startade han 2015 nyhetsinternetplatsen News55.